# 260 î.Hr.

## Decese
- dată necunoscută: Teocrit  (n. ?)
- dată necunoscută: Menip  (n. 300 î.Hr.)
- dată necunoscută: Timocharis din Alexandria  (n. 320 î.Hr.)